# Лёвен
Лёвен (нидерл. Leuven [ˈløːvə(n)], местн. Leive, нем. Löwen), в русскоязычной литературе широко распространено также французское название Луве́н (фр. Louvain, валлон. Lovin) — один из университетских центров Бельгии, главный город провинции Фламандский Брабант. Город расположен к востоку от Брюсселя на реке Диль.
С городом Лёвен граничат муниципалитеты Ротселар, Холсбек, Люббек, Бирбек, Ауд-Хеверле, Бертем, Херент и Хахт.

## История
Впервые город упоминается в IX веке (в 891 году) в Фульдских анналах, когда древняя римская крепость в долине реки Дейле, называемая по-латыни Luvanium, была захвачена и разграблена викингами.
С XI по XIV век Лёвен развивался как важный торговый центр. Позже город обрёл славу за счёт льняной ткани, которая в XIV—XV веках носила название «лёвин» (lewyn). Торговля тканями пришла в упадок в конце XIV века.

### Университетский центр
Благодаря сильному влиянию старого университета (1425—1797), считавшегося до XVI века лучшим в Европе, Лёвен снова расцвёл. Первый лёвенский университет был основан Жаном IV Брабантским, получившим санкцию папы римского Мартина V, и ныне признаётся одним из самых старых университетов мира. В 1679 году университету были отданы городские торговые ряды, постройки 1317 года. После Французской революции, с приходом французов в 1797 году он был закрыт, но восстановлен 20 лет спустя.
Учреждение при нём особого философского коллежа (collegium philosophicum) для образования будущих священников было одним из поводов к бельгийской революции 1830 года. Лишившийся поддержки государства в 1834 году, университет с 1835 года содержался епископами и стал называться католическим. В 1893 году в нём было 83 доцента и, включая отделения сельскохозяйственное, политехническое, искусств, промышленности и строительное — 1630 студентов, живших в 4 коллегиях.
В 1968 году конфликт между нидерландско- и франкоговорящими общинами привёл к разделению Лёвенского католического университета. Франкофоны переехали в новый корпус в город Лувен-ля-Нёв (Louvain-la-Neuve — «Новый Лувен») в провинции Валлонский Брабант. Сейчас в Лёвенском католическом университете учатся почти 30 000 студентов, более 10 процентов из которых — иностранцы из 100 стран мира.

### Пивоваренный центр
С XVIII века в городе начала развиваться пивоваренная отрасль: уже в 1764 году в Лёвене насчитывалось 52 пивоварни. Благодаря пивоваренным традициям, а точнее сорту Стелла Артуа, Лёвен тогда получил мировую известность. В XX веке, после объединения Стеллы Артуа с пивоваренной компанией Пидбёф из Валлонии, на свет появилась компания Интербрю — одна из крупнейших пивоваренных компаний в мире.
В 1837 году в Лёвене открылся железнодорожный вокзал, включивший город в строящуюся систему железнодорожного транспорта.

### XX век
Лёвен сильно пострадал во время двух мировых войн.
В начале Первой мировой войны в августе 1914 года немецкая артиллерия сравняла с землёй Лёвен в качестве наказания за обстрел лёвенцами немецких солдат. Город был подожжён, сгорели университетский городок и богатейшая библиотека, большая часть центра города была полностью разрушена. В странах Антанты судьба Лёвена стала символом «тевтонского варварства».
Во время Второй мировой войны опять сгорела университетская библиотека, а когда весной 1944 года Лёвен подвергся разрушительной бомбардировке авиацией союзников, пострадало множество исторических зданий. Город пришлось почти полностью реконструировать и бережно восстанавливать древние здания по старым чертежам.

## Достопримечательности

### Лёвенская ратуша
Лёвенская ратуша (нидерл. Stadhuis van Leuven) — одна из главных достопримечательностей города.
Здание ратуши построено в 1440—1469 годах в стиле брабантской поздней готики рядом с церковью Святого Петра. Фасад ратуши богато оформлен архитектурными украшениями, статуями. Всего статуй 236 — это портретная галерея художников, учёных, исторических личностей, сыгравших значительную роль в жизни города и университета. На кронштейнах вырезаны библейские сцены.

В XIX веке ратуша была отреставрирована, но в XX веке мировые войны нанесли зданию существенный ущерб. Если во время Первой мировой войны разрушения были сравнительно невелики, то после Второй мировой ремонтные работы продолжались вплоть до 1983 года. В настоящее время для туристов доступны внутренние помещения — там можно увидеть картины местных мастеров и четыре работы бельгийского скульптора XIX века Константина Менье.

### Коллегиальная церковь святого Петра
Коллегиальная церковь святого Петра находится на Большой площади, напротив городской ратуши, и является самым древним храмом города. Строительство нынешней готической церкви длилось между 1425—1496 годами. Известно, что до неё на этом месте в 986 году стояла деревянная церковь, построенная в романском стиле, но сгоревшая в 1176 году. Храм славится большим количеством сокровищ и произведений искусства, в нём даже был создан музей религиозного искусства. Сокровищница Святого Петра хранит работы живописцев XV в., в числе которых «Тайная Вечеря» и «Мученичество Святого Эразма» в исполнении Дирка Баутса. Также в ней хранится копия работы Рогира ван дер Вейдена «Снятие с креста». Колокольная башня церкви внесена ЮНЕСКО в списки Всемирного наследия.

### Большой бегинаж
Бегинаж — городок в городе, построенный между XIII и XVI веками. В XVII веке там жило около 300 бегинок — женщин, которые вели почти монашеский образ жизни, но проживали самостоятельно и обеспечивали себя сами. Бегинаж, с несколькими десятками домов, сохранил свой аутентичный облик. В 1998 году Большой бегинаж, вместе с 12 другими фламандскими бегинажами, был причислен ЮНЕСКО к мировому наследию.

### Площадь Гроте Маркт
Площадь Гроте Маркт — старинная площадь, окружённая творениями архитектуры XV—XVI веков, находится в историческом центре Лёвена. Летом здесь организуются различные мероприятия: еженедельные музыкальные концерты и ярмарки, на которых рестораны представляют свои различные блюда.

### Ботанический сад
Ботанический сад был основан Лёвенским Университетом в 1738 году и считается старейшим ботаническим садом в Бельгии. Изначально здесь выращивались целебные травы, но позднее он стал использоваться в качестве научного ботанического сада. Сегодня в саду представлено около 800 видов растений.

### Церковь Святого Михаила
Церковь Святого Михаила построена в стиле так называемого «иезуитского барокко» и известна как одно из «семи чудес Лёвена».

### Музей Лёвена
М — Музей Лёвена был открыт в сентябре 2009 года. Это музей современного и классического искусства, расположенный недалеко от площади Ладезеплейн (нидерл. Het Mgr. Ladeuzeplein). В этом музее проходили выставки Ангуса Фэрхерста, Сола Левитта, Роя Этриджа и Чарльза Бернса, а также бельгийских художников, таких как Ильза Д’Холландер (нидерл. Ilse D'Hollander), Ян Веркрюйсс, Антонис Ван Дейк и Фрик Вамбак (нидерл. Freek Wambacq).